# 磔刑 (ブラマンティーノ)
『磔刑』（たっけい、伊: Crocifissione、英: Crucifixion）
は、イタリア盛期ルネサンスの画家ブラマンティーノが1503-1511年ごろ、板上に油彩で描いた絵画である。『新約聖書』中の「マタイによる福音書」(27:33-56) 、「マルコによる福音書」(15:22-41) 、「ルカによる福音書」(23:33-49) 、「ヨハネによる福音書」(19:18-30) に記述されている「キリストの磔刑」を主題としている。画家の最高傑作のうちの1つで、完全には理解されていない象徴的要素で満ちている。作品の来歴はわかっておらず、ミラノのブレラ美術館の1806年のコレクション中に初めて記録された。1861年以来、ブレラ美術館に所蔵されている。

## 作品
絵画の本来の場所と依頼者については不明である。ミラノのドゥオーモ、あるいはサンタ・マリア・イン・ブレラ教会にあったのかもしれない。作品は、その正統的ではない図像のために収蔵庫に置かれていたのかもしれない。作品は、フランス軍によるミラノ占領中の宗教改革 (後にカルロ・ボッロメーオと対抗宗教改革により反対運動が起きた) の最中に制作されたとする研究者もいる。また、ジャン・ジャコモ・トリヴルツィオ 元帥により直接依頼されたとする研究者もいる。元帥はフランスのために働いたミラノの知事で、ブラマンティーノからトリヴルツィオ・タペストリーのための下絵も委嘱していた。
最初、ドナト・ブラマンテの作品とされていたが、構図と衣装表現の出来がよくないと判断され、1841-1861年まで美術館の外へと出された。その後、美術館に戻されたが、展示はされなかった。1871年、美術史家のジョヴァンニ・バッティスタ・カヴァルカセッレが画家をブラマンティーノと特定し、以来、異論は出ていない。
十字架の両脇に、天使 (左側) と悪魔 (右側) が礼拝の形式で跪いている。十字架上の板には「ユダヤ人のナザレの王イエス」とヘブライ語、ラテン語、ギリシア語で「ティトゥルス・クルシス (十字架上の碑文) (Titulus Crucis) 」の様式で書かれている。「ティトゥルス・クルシス」は、1492年にローマで発見された聖遺物で、イエス・キリストが磔にされた十字架上にあったものだとされている。背景の記念碑のうちのいくつかもローマにあるものである。1508年以来ローマにいたブラマンティーノは、多くの芸術家より古代世界の知識を持っていたが、本作ではその世界を空想で訪れている。